# Anthony Jackson

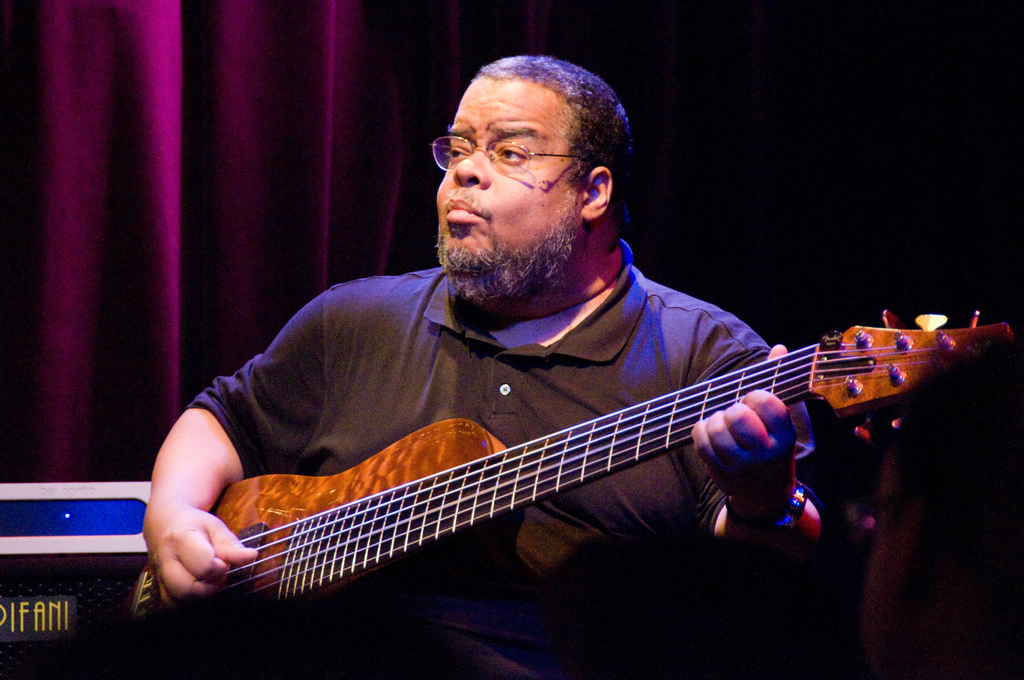
Anthony Jackson

Anthony Jackson (* 23. Juni 1952 in New York City) ist ein US-amerikanischer E-Bassist des Jazz, Pop und Soul.

## Jugend
Anthony Jackson lernte zunächst das Klavierspielen, bevor er zur Gitarre wechselte und schließlich zum E-Bass kam. Gitarre lernte er bei Pat Martino. Zu seinen Einflüssen zählen dabei, wie er in einem Interview im Bass Player Magazin 1990 erklärte, der bekannte Motown-Bassist James Jamerson, der Jefferson-Airplane-Bassist Jack Casady und der Komponist Olivier Messiaen (für seine Verwendung des Tritonus-Intervalls).

## Werdegang
Als 18-Jähriger begann er in New York als Session-Musiker und spielte in der Band von Billy Paul. Bekannt wurde er 1973 durch die (Ko-)Komposition und das Bass-Spiel für For the love of money, dem Hit der The O’Jays, als er für die Plattenfirma von Gamble & Huff arbeitete. Jackson hat auf zahlreichen Platten als gefragter Sideman mitgewirkt, u. a. Michel Camilo, Al Di Meola (Elegant Gypsy), Donald Fagen (The Nightfly), Roberta Flack (Feel like making love), Chaka Khan, Steely Dan (Gaucho), Paul Simon (z. B. für The Concert in Central Park). Bis heute spielt und spielte er an der Seite von Jazz-Größen wie Michel Petrucciani, Mike Stern, Chick Corea (Leprechaun), Pat Metheny, Till Brönner, Biréli Lagrène, Buddy Rich, Michal Urbaniak, Hiromi Uehara und vielen anderen mehr.

## Instrument
Ab 1981 verwendete er den von ihm entwickelten Six-String-Bass mit sechs statt wie üblich vier Saiten. Neben seinen Hauptinstrumenten spielt er auch Orgel.